# Site d'importance communautaire en Irlande
 (mars 2017).
Si vous disposez d'ouvrages ou d'articles de référence ou si vous connaissez des sites web de qualité traitant du thème abordé ici, merci de compléter l'article en donnant les références utiles à sa vérifiabilité et en les liant à la section « Notes et références ».
Les sites d'importance communautaire (SIC) en Irlande sont des sites Natura 2000 désignés au titre de la directive habitats (92/43/CEE) visant à maintenir ou à rétablir le bon état de conservation de certains habitats et espèces (animales et végétales), considérés comme menacés, vulnérables ou rares dans la ou les régions biogéographiques concernées. À ce jour, l'Irlande compte 430 sites d'importance communautaire dans l'ensemble de ses provinces. 

## Liste des sites
| Nom                                      | Province | Comté   | Année de création | Identifiant | Surface totale (km²) |
| ---------------------------------------- | -------- | ------- | ----------------- | ----------- | -------------------- |
| Lac Ballyallia                           | Munster  | Clare   | 1997              | 555527637   | 1,82                 |
| Grotte Pouladatig                        | Munster  | Clare   | 1996              | 555527644   | 0,03                 |
| Le Gearagh                               | Munster  | Cork    | 1996              | 555527657   | 5,58                 |
| Lac Durnesh                              | Ulster   | Donegal | 1999              | 555527664   | 3,57                 |
| Tourbière Magheradrumman                 | Ulster   | Donegal | 1995              | 555527672   | 9,98                 |
| Baie de Dublin (nord)                    | Leinster | Dublin  | 1999              | 555527687   | 14,75                |
| Baie de Dublin (sud)                     | Leinster | Dublin  | 2000              | 555527689   | 7,42                 |
| Complexe Castletaylor                    | Connacht | Galway  | 1996              | 555527695   | 1,46                 |
| Lac Croaghill                            | Connacht | Galway  | 1995              | 555527698   | 0,48                 |
| Réserve naturelle Bois Derrycrag         | Connacht | Galway  | 1997              | 555527699   | 1,18                 |
| Complexe Baie de Galway                  | Connacht | Galway  | 1999              | 555527700   | 144,06               |
| Lac Ballycullinan                        | Munster  | Clare   | 2003              | 555527638   | 1,93                 |
| Lac Eske et Bois d'Ardnamona             | Ulster   | Donegal | 1995              | 555527669   | 8.61                 |
| Tourbière du lac Nillan (Carrickatlieve) | Ulster   | Donegal | 1995              | 555527671   | 41,58                |
| Tourbière Cloonmoylan                    | Munster  | Galway  | 1995              | 555527696   | 5,54                 |
| Lac Cutra                                | Munster  | Galway  | 2003              | 555527707   | 6,59                 |